# Туркменський манат
Туркменський манат — офіційна валюта Туркменістану. Поділяється на 100 тенне. В обігу були паперові купюри вартістю 10000, 5000, 1000, 500, 100, 50, 10, 5 і 1 манат, монети вартістю 50, 20, 10, 5 і 1 тенге. У 2009 році відбулася зміна купюр, випустили нові банкноти, 1 новий манат прирівнявся до 5000 старих манатів, але один манат як і раніше становив 100 тенге. Зараз в обігу купюри номіналом 500, 100, 50, 20, 10, 5, 1 манат.

## Банкноти

### Банкноти зразка 1993—2005 років
На банкнотах номіналом 1-500 манатів, надрукованих у 1993 році, відсутнє зазначення року друку; банкноти номіналом 20-500 манатів, надруковані у 1995 році, від перших лише її наявністю (на аверсі справа від підпису голови Центрального банку). Портрет Сапармурата Ніязова був зображений на банкнотах номіналом 10—10 000 манатів.
Водяний знак — зображення ахалтекінського коня; на банкноті 10 000 манатів 2005 року — портрет Сапармурата Ніязова.
| Зображення                                                                                     | Зображення | Номінал (манатів) | Розміри (мм) | Основні кольори              | Опис                                                                                              | Опис                                | Дати           | Дати           |
| Аверс                                                                                          | Реверс     | Номінал (манатів) | Розміри (мм) | Основні кольори              | Аверс                                                                                             | Реверс                              | друку          | вилучення      |
| ---------------------------------------------------------------------------------------------- | ---------- | ----------------- | ------------ | ---------------------------- | ------------------------------------------------------------------------------------------------- | ----------------------------------- | -------------- | -------------- |
|                                                                                                |            | 1                 | 120×60       | червоний рожевий             | будівля Академії наук Туркменістану, національна прикраса                                         | Мавзолей Іль-Арслана                | 1993           | 31 грудня 2009 |
|                                                                                                |            | 5                 | 126×63       | синій блакитний              | Музичне училище ім. Д. Овезова, ритон                                                             | Мавзолей Абу-Саїда                  | 1993           | 31 грудня 2009 |
|                                                                                                |            | 10                | 132×66       | помаранчевий рожевий         | портрет Сапармурата Ніязова, будівля Уряду Туркменістану                                          | Мавзолей Текеша                     | 1993           | 31 грудня 2009 |
|                                                                                                |            | 20                | 138×69       | зелений                      | портрет Сапармурата Ніязова, будівля Національної Бібліотеки                                      | Мавзолей Астана-Баба                | 1993 1995      | 31 грудня 2009 |
|                                                                                                |            | 50                | 144×72       | коричневий                   | портрет Сапармурата Ніязова, меморіал воїнам Туркменістану , загиблим у Німецько-радянській війні | Мечеть в Еневі                      | 1993 1995      | 31 грудня 2009 |
|                                                                                                |            | 100               | 150×75       | синій блакитний помаранчевий | портрет Сапармурата Ніязова, будівля Меджлісу                                                     | Мавзолей Санджара                   | 1993 1995      | 31 грудня 2009 |
|                                                                                                |            | 500               | 156×78       | вишневий                     | портрет Сапармурата Ніязова, будівля Національного Театру                                         | Мавзолей Тюрабек-ханим              | 1993 1995      | 31 грудня 2009 |
|                                                                                                |            | 1000              | 156×78       | зелений помаранчевий рожевий | портрет Сапармурата Ніязова, будівля Меджлісу                                                     | Герб Туркменістану з орнаментом     | 1995           | 31 грудня 2009 |
|                                                                                                |            | 5000              | 156×78       | фіолетовий червоний          | портрет Сапармурата Ніязова, будівля Меджлісу                                                     | Герб Туркменістану з орнаментом     | 1996 1999 2000 | 31 грудня 2009 |
|                                                                                                |            | 10 000            | 156×78       | сіро-блакитний жовтий        | портрет Сапармурата Ніязова, будівля Меджлісу                                                     | Герб Туркменістану з орнаментом     | 1996           | 31 грудня 2009 |
|                                                                                                |            | 10 000            | 156×78       | сіро-блакитний жовтий        | портрет Сапармурата Ніязова, будівля Президентського палацу                                       | Мечеть Сапармурата-хаджі            | 1998           | 31 грудня 2009 |
|                                                                                                |            | 10 000            | 156×78       | сіро-блакитний жовтий        | портрет Сапармурата Ніязова, будівля Президентського палацу                                       | Мечеть Сапармурата-хаджі            | 1999           | 31 грудня 2009 |
|                                                                                                |            | 10 000            | 156×78       | сіро-блакитний жовтий        | портрет Сапармурата Ніязова, будівля Президентського палацу                                       | Арка нейтралітету, Палац Рухієт     | 2000           | 31 грудня 2009 |
|                                                                                                |            | 10 000            | 156×78       | помаранчевий зелений         | портрет Сапармурата Ніязова, будівля Президентського палацу                                       | Монумент Незалежності Туркменістану | 2003           | 31 грудня 2009 |
|                                                                                                |            | 10 000            | 156×78       | помаранчевий зелений         | портрет Сапармурата Ніязова, будівля Президентського палацу                                       | Монумент Незалежності Туркменістану | 2005           | 31 грудня 2009 |
| Масштаб зображень — 1,0 пікселя на міліметр. Дати, позначені курсивом, не вказані на банкнотах |            |                   |              |                              |                                                                                                   |                                     |                |                |

### Банкноти зразка 2005 року
Водяний знак — портрет Сапармурата Ніязова.
| Зображення                                   | Зображення | Номінал (манатів) | Розміри (мм) | Основні кольори         | Опис                        | Опис                                     | Дати           | Дати  | Дати           |
| Аверс                                        | Реверс     | Номінал (манатів) | Розміри (мм) | Основні кольори         | Аверс                       | Реверс                                   | введення       | друку | вилучення      |
| -------------------------------------------- | ---------- | ----------------- | ------------ | ----------------------- | --------------------------- | ---------------------------------------- | -------------- | ----- | -------------- |
|                                              |            | 50                | 144×72       | фіолетовий              | портрет Сапармурата Ніязова | Ахалтекінський кінь                      | 26 жовтня 2005 | 2005  | 31 грудня 2009 |
|                                              |            | 100               | 150×75       | рожевий червоний        | портрет Сапармурата Ніязова | будівля Центрального банку Туркменістану | 26 жовтня 2005 | 2005  | 31 грудня 2009 |
|                                              |            | 500               | 156×78       | помаранчевий коричневий | портрет Сапармурата Ніязова | національні прикраси                     | 26 жовтня 2005 | 2005  | 31 грудня 2009 |
|                                              |            | 1000              | 156×78       | зелёный                 | портрет Сапармурата Ніязова | Президентський палац у Ашхабаді          | 26 жовтня 2005 | 2005  | 31 грудня 2009 |
|                                              |            | 5000              | 156×78       | блакитний синій         | портрет Сапармурата Ніязова | Президентський палац у Ашхабаді          | 26 жовтня 2005 | 2005  | 31 грудня 2009 |
| Масштаб зображень — 1,0 пікселя на міліметр. |            |                   |              |                         |                             |                                          |                |       |                |

### Банкноти зразка 2009—2014 років
1 січня 2009 року в обіг вступили нові купюри і монети манату після деномінації. Деномінація проводилася за курсом 5000:1. Таким чином, найбільша купюра, яка була в обігу (10000 манатів) була приведнна до 2 манатів. У 2009 році в обігу були обидва види купюр. У 2010 році проводився обмін старих купюр на нові.
| Зображення                                   | Зображення | Номінал (манатів) | Размеры (мм) | Основные цвета       | Опис                        | Опис                                     | Рік друку                    |
| Аверс                                        | Реверс     | Номінал (манатів) | Размеры (мм) | Основные цвета       | Аверс                       | Реверс                                   | Рік друку                    |
| -------------------------------------------- | ---------- | ----------------- | ------------ | -------------------- | --------------------------- | ---------------------------------------- | ---------------------------- |
|                                              |            | 1                 | 120×60       | зелений помаранчевий | портрет Тогрул-бека         | Державний культурний центр Туркменістану | 2009                         |
|                                              |            | 1                 | 120×60       | зелений помаранчевий | портрет Тогрул-бека         | Державний культурний центр Туркменістану | 2012                         |
|                                              |            | 1                 | 120×60       | зелений помаранчевий | портрет Тогрул-бека         | Державний культурний центр Туркменістану | 2014                         |
|                                              |            | 5                 | 126×63       | коричневий оливковий | портрет Ахмада Санджара     | Арка Нейтралітету                        | 2009                         |
|                                              |            | 5                 | 126×63       | коричневий оливковий | портрет Ахмада Санджара     | Арка Нейтралітету                        | 2012                         |
|                                              |            | 10                | 132×66       | червоний рожевий     | портрет Махтумкулі          | будівля Центрального банку Туркменістану | 2009                         |
|                                              |            | 10                | 132×66       | червоний рожевий     | портрет Махтумкулі          | будівля Центрального банку Туркменістану | 2012                         |
|                                              |            | 20                | 138×69       | фіолетовий           | портрет Керогли             | Палац Рухієт                             | 2009                         |
|                                              |            | 20                | 138×69       | фіолетовий           | портрет Керогли             | Палац Рухієт                             | 2012                         |
|                                              |            | 50                | 144×72       | зелений сірий        | портрет Коркута             | будівля меджлісу Туркменістану           | 2009                         |
|                                              |            | 50                | 144×72       | зелений сірий        | портрет Коркута             | будівля меджлісу Туркменістану           | 2014                         |
|                                              |            | 100               | 150×75       | синій блакитний      | портрет Огуз-хана           | Президентський палац у Ашхабаді          | 2009                         |
|                                              |            | 100               | 150×75       | синій блакитний      | портрет Огуз-хана           | Президентський палац у Ашхабаді          | 2014                         |
|                                              |            | 500               | 156×78       | коричневий жовтий    | портрет Сапармурата Ніязова | Мечеть Туркменбаші Рухи                  | купюру не було пущено в обіг |
| Масштаб зображень — 1,0 пікселя на міліметр. |            |                   |              |                      |                             |                                          |                              |

## Монети

### Монети зразка 1993—1999 років
| Зображення | Номінал      | Матеріал             | Діаметр (мм) | Товщина (мм) | Маса (г) | Гурт      | Рік карбування |
| ---------- | ------------ | -------------------- | ------------ | ------------ | -------- | --------- | -------------- |
|            | 1 теньге     | сталь, плак. міддю   | 16           | 1,4          | 1,87     | гладкий   | 1993           |
|            | 5 теньге     | сталь, плак. міддю   | 20           | 1,5          | 2,92     | гладкий   | 1993           |
|            | 10 теньге    | сталь, плак. міддю   | 22,5         | 1,65         | 4,45     | гладкий   | 1993           |
|            | 20 теньге    | сталь, плак. нікелем | 21           | 1,65         | 3,62     | рубчастий | 1993           |
|            | 50 теньге    | сталь, плак. нікелем | 24           | 1,65         | 4,92     | рубчастий | 1993           |
|            | 500 манатів  | сталь, плак. нікелем | 21           | 1,55         | 3,51     | рубчастий | 1999           |
|            | 1000 манатів | сталь, плак. нікелем | 24           | 1,65         | 4,86     | рубчастий | 1999           |

Монети в обігу, випущені в 2009 році:

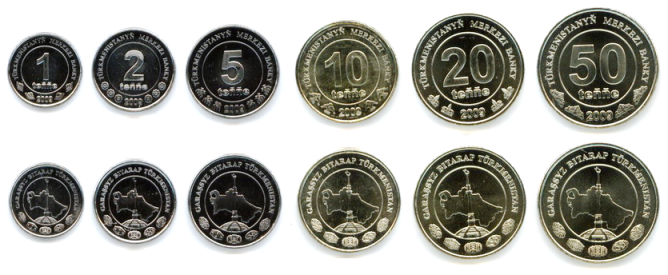